# Léda au cygne
Léda au cygne est un tableau réalisé par le peintre français Paul Cézanne vers 1880, ou peut-être après. De format horizontal, cette huile sur toile est une peinture mythologique qui représente Léda étendue nue sur un divan bleu, sa main dans le bec d'un cygne aux ailes déployées : Zeus métamorphosé. Passée entre les mains d'Ambroise Vollard, de Jean-Victor Pellerin puis de Paul Rosenberg, l'œuvre est conservée à la fondation Barnes de Philadelphie, en Pennsylvanie, aux États-Unis.